# Aeroporto Internacional Gobernador Francisco Gabrielli

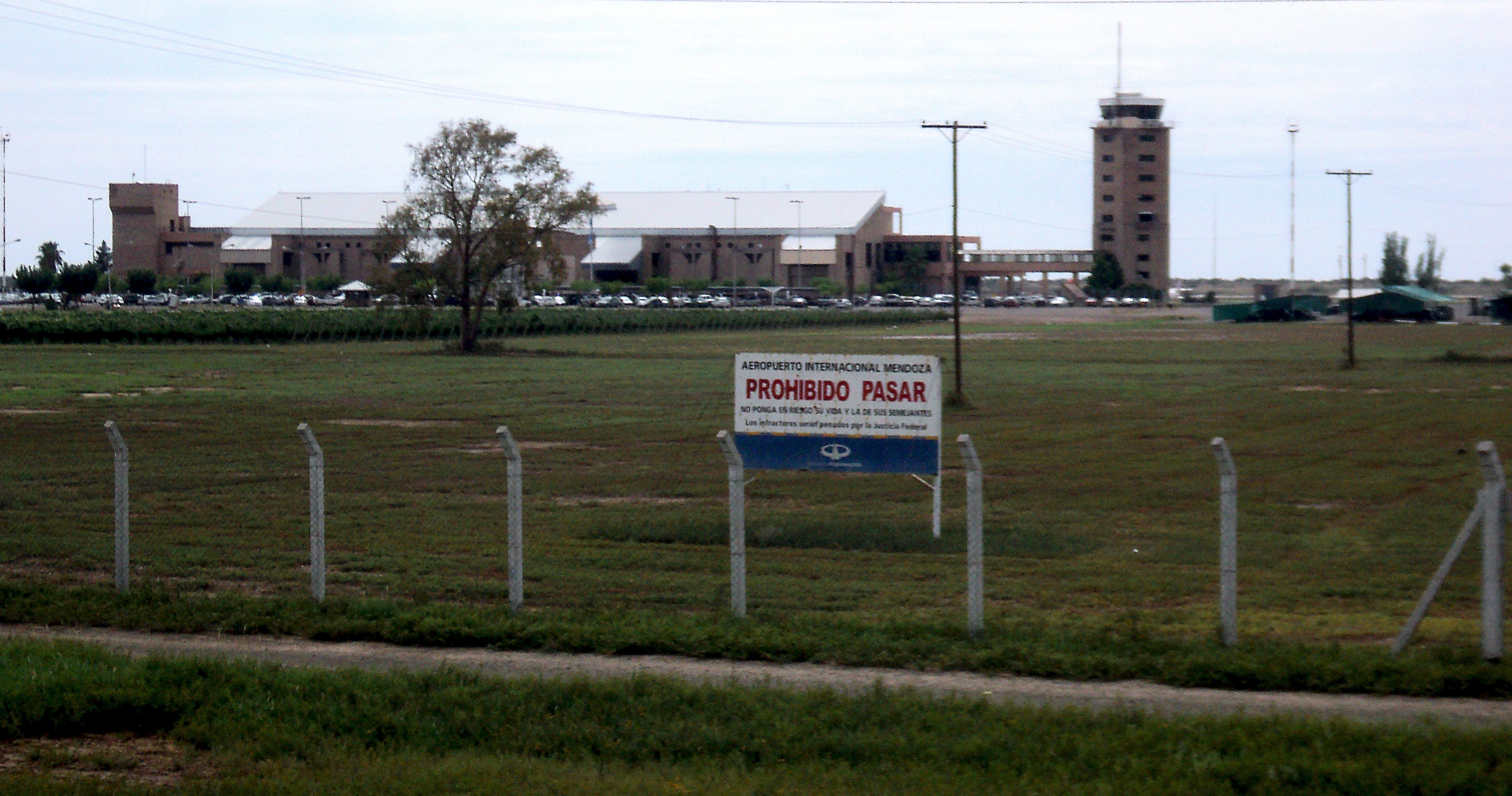
Aeroporto em 2010

O Aeroporto Internacional Gobernador Francisco Gabrielli, mais conhecido como Aeroporto Internacional El Plumerillo, (IATA: MDZ, ICAO: SAME), serve a cidade de Mendoza, província de Mendoza, Argentina. Está localizado a 8 km do centro de Mendoza. O aeroporto é operado pela
Aeropuertos Argentina 2000 S.A. É sede da IV Brigada Aérea (Argentina) da Força Aérea Argentina.
O Aeroporto está numa área de 490 hectares. Seu terminal tem 12,800 m² divididos em dois andares. Um para embarque e desembarque e outro ocupado por escritórios de administração do aeroporto e por um mirante. Tem cerca de 161 vagas de estacionamento e 4 portões de embarque.

## Terminal
| Companhias                         | Destinos                                       |
| ---------------------------------- | ---------------------------------------------- |
| Aerolíneas Argentinas              | Buenos Aires, Córdoba, São Paulo               |
| Andes Líneas Aéreas                | Buenos Aires                                   |
| Austral                            | Buenos Aires, Córdoba, Neuquen, Rosário, Salta |
| Avianca Argentina (em breve)       | San Juan, Tucumán - Inicia em 2017             |
| Copa Airlines                      | Cidade do Panamá                               |
| Gol Linhas Aéreas Inteligentes     | São Paulo                                      |
| LAN Airlines                       | Santiago                                       |
| LAN Argentina                      | Buenos Aires                                   |
| LATAM Airlines Brasil (em breve)   | São Paulo - Inicia em 25/03/18                 |
| Norwegian Air Argentina (em breve) | São Paulo - Inicia entre 2017 e 2018           |
| Sky Airlines                       | Santiago                                       |
| Sol Líneas Aéreas                  | Córdoba, Rosario                               |